# Arie Timmer
Arie Timmer (Schoonhoven, 24 februari 1923 – 15 maart 1963) was een Nederlands politicus van de VVD.
Hij werd geboren als zoon van Willem Timmer (1893-1944; winkelchef) en Agatha Broere (1894-19??). Rond 1947 ging hij werken als gemeente-ontvanger van Brandwijk, Molenaarsgraaf en Wijngaarden. Daarnaast was Timmer onder andere de voorzitter van de lokale Oranjevereniging en VVD-kiesvereniging. Vanaf oktober 1958 was hij de gemeentesecretaris van Est en Opijnen en in juli 1962 werd hij daar de burgemeester. Enige tijd later kreeg Timmer keelklachten en uiteindelijk werd hij ernstig ziek. Ruim een half jaar na zijn benoeming tot burgemeester overleed hij op 40-jarige leeftijd. 